# Fajões
Fajões est une paroisse civile portugaise (en portugais : freguesia) de la municipalité d'Oliveira de Azeméis dans le district d'Aveiro.

## Géographie
Fajões est située dans l'Aire métropolitaine de Porto, au nord-est de la municipalité d'Oliveira de Azeméis. La paroisse est limitrophe des municipalités de Santa Maria da Feira (nord-ouest) et d'Arouca (est).
Fajões est traversée par la rivière Antuã (en), qui s'écoule depuis le sud vers l'est. La rivière Ul (pt) prend sa source au nord-ouest de la paroisse.

## Démographie
Lors du recensement de 2021, Fajões compte 2 896 habitants.